# Boyer (bateau)
Pour les articles homonymes, voir Boyer.
 (février 2024).

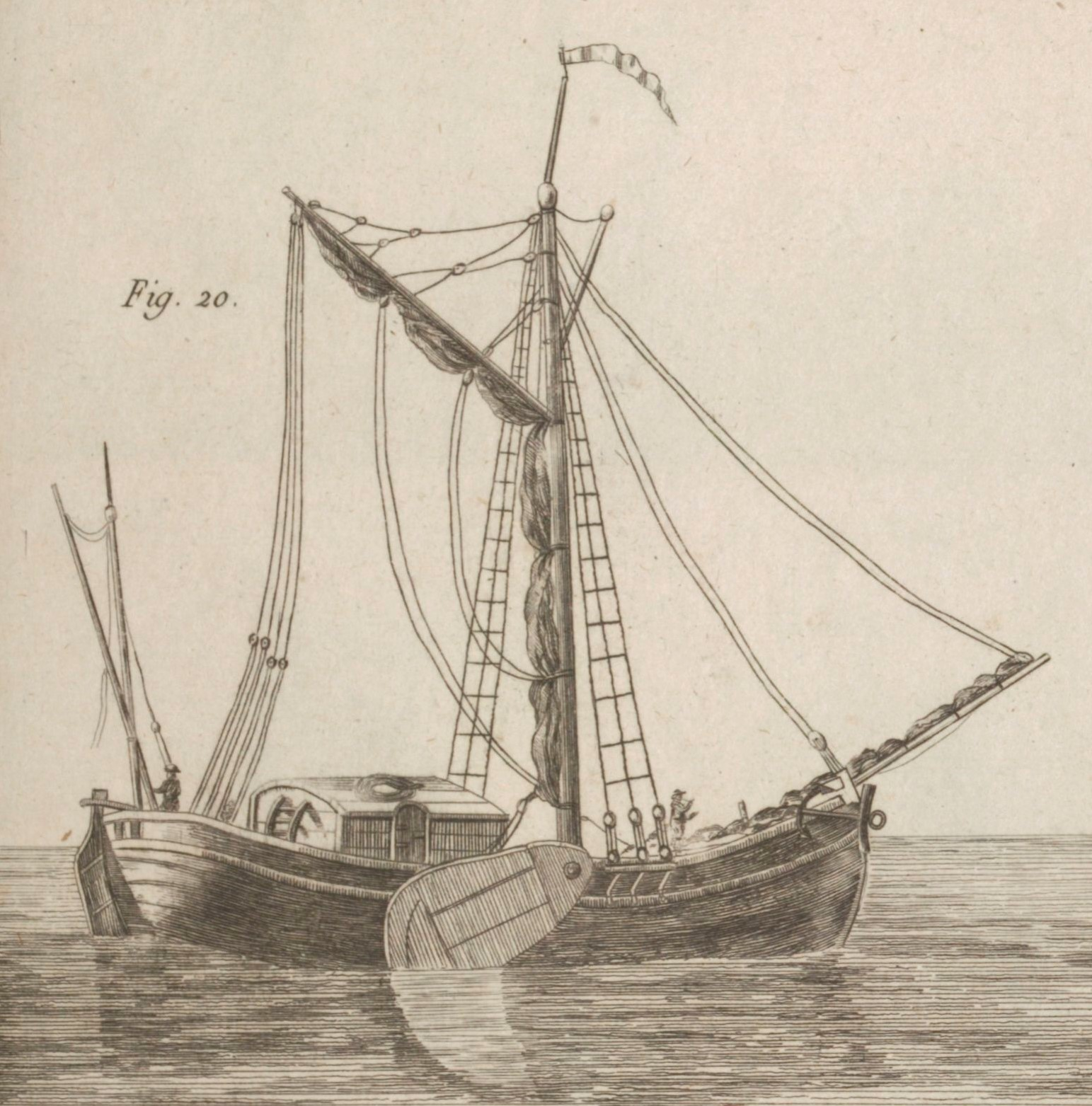
Gravure d’un boyer à la fin du XVIIIe siècle (dessin de Daniel Lescallier, gravé par Petit, extrait du Traité pratique du gréement des vaisseaux et autres bâtiments de mer,. 1791).

Un boyer était un type de navire néerlandais de petite taille, très fréquent au XVIIe siècle.
Il était doté de deux dérives latérales pour mieux remonter au vent, ainsi que d'un fond plat pour remonter canaux et rivières. Il était gréé en sloop et souvent équipé d'un petit mât à l'arrière, portant une voile au tiers.